# Ophiocanops fugiens
Ophiocanops fugiens är en ormstjärneart som beskrevs av Jean Baptiste François René Koehler 1922. Ophiocanops fugiens ingår i släktet Ophiocanops och familjen skinnormstjärnor. Inga underarter finns listade i Catalogue of Life.